# بيير أوباميانغ
بيير أوباميانغ (بالفرنسية: Pierre Aubameyang)‏ هو لاعب كرة قدم غابوني وفرنسي في مركز الدفاع، ولد في 29 مايو 1965 في بايتام ‏ في الغابون. شارك مع منتخب الغابون لكرة القدم. أما مع النوادي، فقد لعب مع أتلتيكو جونيور وستاد لافالوا ونادي تريستينا ونادي تولوز ونادي روان ونادي لوهافر ونادي ليبرفيل ونادي نيس.

## وصلات خارجية
- بيير أوباميانغ على موقع الاتحاد الدولي (مؤرشف)  (الإنجليزية)
- بيير أوباميانغ على موقع رابطة كرة القدم الفرنسية للمحترفين (الإنجليزية)
- بيير أوباميانغ على موقع قاعدة بيانات كرة القدم.إي يو (الإنجليزية)
- بيير أوباميانغ على موقع ناشيونال فوتبول تيمز (الإنجليزية)
- بيير أوباميانغ على موقع Soccerway.com (الإنجليزية)
- بيير أوباميانغ على موقع عالم كرة القدم.نت (الإنجليزية)
- بيير أوباميانغ على موقع GSA (الإنجليزية)